# Toque (álbum)
Toque es el tercer álbum de estudio y consagratorio del cantautor chileno Joe Vasconcellos, y el primero que contó con la producción de Guido Nisenson.
Fue lanzado en 1995 bajo el sello discográfico EMI y contó con los hits "Mágico", "Las seis", "Sólo por esta noche", "Huellas" y "Sed de gol".
Gracias a este disco recibió un Disco de Oro.

## Lista de canciones
Todas las canciones escritas y compuestas por Joe Vasconcellos, excepto donde se indique. 
| N.º | Título                                          | Duración |  |
| 1.  | «Mágico»                                        | 3:04     |  |
| 2.  | «Las seis»                                      | 2:52     |  |
| 3.  | «Solo por esta noche»                           | 3:38     |  |
| 4.  | «Quieto»                                        | 3:18     |  |
| 5.  | «Trastoque»                                     | 3:17     |  |
| 6.  | «Blusa transparente»                            | 3:42     |  |
| 7.  | «Hay que gritar»                                | 2:54     |  |
| 8.  | «El bailarín»                                   | 3:57     |  |
| 9.  | «Conciencia» (Gladys Wilson)                    | 2:09     |  |
| 10. | «Sin pedigree»                                  | 3:31     |  |
| 11. | «Huellas»                                       | 3:34     |  |
| 12. | «Frutillas»                                     | 2:30     |  |
| 13. | «Sed de gol» (Guido Ninenson, Joe Vasconcellos) | 2:45     |  |
| 14. | «Cuaresma» (Ivan Lins, Vitor Martins)           | 3:10     |  |

## Créditos
- Joe Vasconcellos - Voz
- Kiuge Hayashida - guitarra
- Sidney Fernandes da Silva - (batería y percusión)
- Roberto Collío - (teclados, coros, arreglos)